# هشام رمضان
هشام رمضان هو لاعب كرة قدم مصري في مركز الهجوم، ولد في 1996 في مدينة الفيوم في مصر. لعب مع نادي بيراميدز.

## وصلات خارجية
- هشام رمضان على موقع قاعدة بيانات كرة القدم.إي يو (الإنجليزية)
- هشام رمضان على موقع Soccerway.com (الإنجليزية)